# The Versace Experience (Prelude 2 Gold)
The Versace Experience (Prelude 2 Gold) (englisch für Die Versace-Erfahrung (Vorspiel zu Gold)) ist ein ursprünglich nur auf MC veröffentlichter Promo-Sampler des US-amerikanischen Musikers Prince, wobei er alle Songs arrangierte, komponierte und produzierte. Die MC erschien am 8. Juli 1995 bei dem Musiklabel NPG Records / Warner Bros. Records und wurde ausschließlich an 300 Anwesenden der Versace-Kollektion auf der Paris Fashion Week vom 8. Juli bis zum 10. Juli 1995 verteilt. The Versace Experience (Prelude 2 Gold) diente als Musikpromotion für Prince’ 17. Studioalbum The Gold Experience, das im September 1995 veröffentlicht wurde; beide Tonträger brachte er unter seinem Pseudonym des unaussprechbaren Symbols heraus, da er aufgrund von Differenzen mit Warner Bros. Records seinen Künstlernamen von 1993 bis 2000 abgelegt hatte.
Die Musik zählt zu den Genres Contemporary R&B, Funk, House, Jazz und Pop. Als Gäste wirken Clare Fischer, das Blechbläserquintett Hornheads, Lenny Kravitz, Mayte Garcia, The New Power Generation und Veronica Webb mit. In den internationalen Hitparaden wurde die MC nicht geführt und Rezensionen von Musikkritikern existierten keine.
Am 13. April 2019, drei Jahre nach Prince’ Tod, brachte The Prince Estate („Der Prince-Nachlass“) die MC bei dem Label Legacy Recordings und NPG Records als Wiederveröffentlichung in einer limitierten Auflage von weltweit 4.000 Exemplaren heraus sowie am 13. September 2019 erstmals auf CD und LP, die im lilafarbenen Vinyl erhältlich ist. The Versace Experience (Prelude 2 Gold) konnte sich dann auch in den internationalen Hitparaden platzieren und Musikkritiker bewerteten das Album überwiegend positiv.

## Entstehung
Alle Songs nahm Prince von Juli 1993 bis Juni 1995 in seinem Paisley Park Studio in Chanhassen in Minnesota auf. Das Instrumentalstück Rootie Kazootie spielte er am 7. Juli 1993 mit Saxophonist Eric Leeds, Gitarrist Levi Seacer Jr., E-Bassist Sonny Thompson und Schlagzeuger Michael Bland ein. Anschließend platzierte es Prince auf dem dritten Studioalbum 24 der Instrumental-Jazzfunk-Band Madhouse; diese war damals ein Nebenprojekt von ihm, aber 24 ist bis heute (2025) unveröffentlicht. Die vier Songs 319, Billy Jack Bitch, Gold und Shy spielte Prince im Oktober 1993 ein. Die beiden Stücke Segue und Sonny T. nahm er Ende 1993 oder Anfang 1994 auf, wobei er Segue später in NPG Operator #6 umbenannte.
Anfang 1994 spielte Prince Eye Hate U ein, aber das Aufnahmedatum von Eye Hate U (Remix) ist der Öffentlichkeit nicht bekannt. Zudem überarbeitete er das Stück Shhh, das er ursprünglich Mitte Juni 1992 für Tevin Campbell aufgenommen hatte. Am 15. Mai 1994 spielte Prince Get Wild ein und platzierte den Song auf dem im März 1995 veröffentlichten zweiten Studioalbum Exodus von The New Power Generation. Das exakte Aufnahmedatum von dem Remix Get Wild in the House ist der Öffentlichkeit ebenfalls nicht bekannt. Am 25. Juli 1994 nahm Prince das Stück Pussy Control auf, das er später in P Control umbenannte. Wann er die drei Remixe Chatounette Controle, Pussy Control (Club Mix) (Edit) und Pussy Control (Control Tempo) (Edit) produzierte, ist nicht bekannt.
Im Oktober 1994 stellte Prince sein Album The Gold Experience fertig, auf dem er Studioversionen der acht Songs 319, Billy Jack Bitch, Eye Hate U, Gold, NPG Operator #6, P Control, Shhh und Shy platzierte. Aber aufgrund von Meinungsverschiedenheiten mit Warner Bros. Records durfte er The Gold Experience zunächst nicht veröffentlichen. Der Streit wurde vor allem in den Jahren 1994 und 1995 zum Teil über die Massenmedien in der Öffentlichkeit ausgetragen.
Free the Music spielte Prince Anfang 1995 ein und platzierte den Song auf der im Juni 1995 veröffentlichten Maxi-Single von The Good Life von The New Power Generation. Im Mai 1995 nahm er Kamasutra Overture #5 auf, wobei die Orchester-Overdubs von Clare Fischer stammen, der diese im Juni im Tonstudio Ocean Way Recording im Stadtteil Hollywood von Los Angeles in Kalifornien einspielte. Später benannte Prince Kamasutra Overture #5 in Serotonin um und veröffentlichte das Stück im Februar 1997 auf dem Album Kamasutra seines Musikprojekts The NPG Orchestra.
Als vom 8. Juli bis zum 10. Juli 1995 die Paris Fashion Week stattfand, stellte unter anderem der Modedesigner Gianni Versace seine Kollektion vor. Während dieser Modeveranstaltung wurden einige Songs des damals noch unveröffentlichten Albums The Gold Experience sowie die unveröffentlichten Remixe von Pussy Control gespielt. Die eigens für diese Veranstaltung zusammengestellte Musik nannte Prince The Versace Experience (Prelude 2 Gold) („Die Versace-Erfahrung (Vorspiel zu Gold)“) und war nur auf MC erhältlich, die an 300 Anwesenden der Fashion Week wie beispielsweise Madonna verteilt wurde.

## Gestaltung des Covers

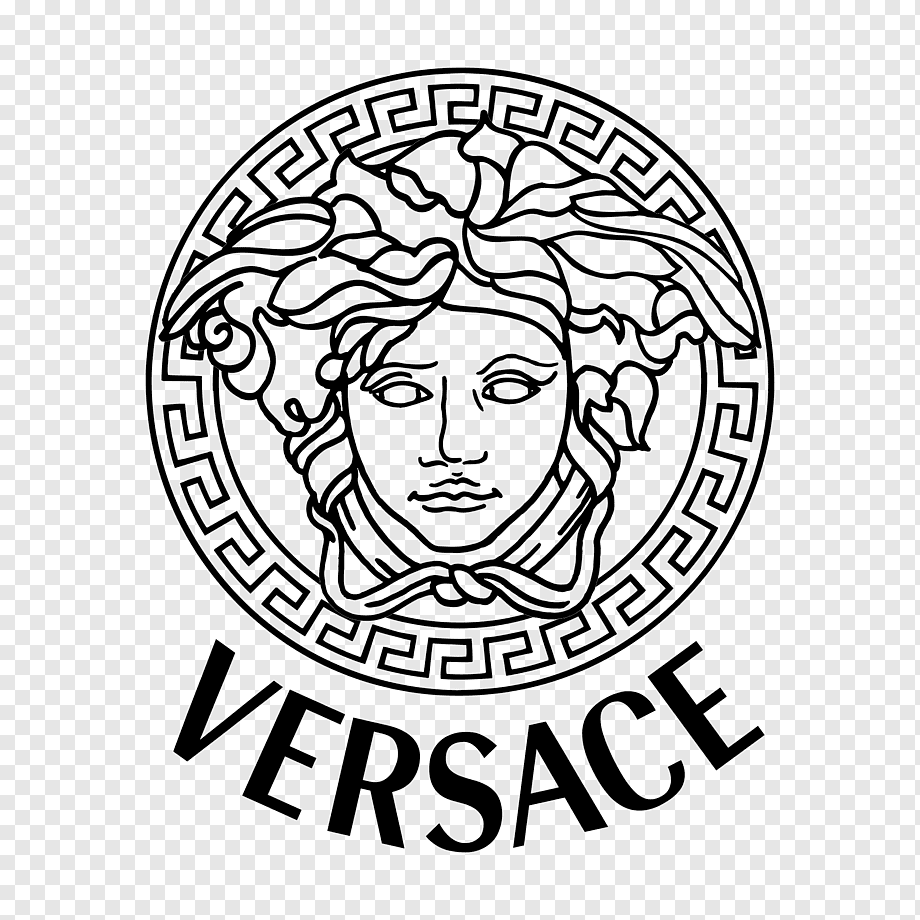
Das Firmenlogo von Versace ist auf dem Cover von The Versace Experience (Prelude 2 Gold) abgebildet

Auf dem Cover von The Versace Experience (Prelude 2 Gold) ist das Firmenlogo von Versace zu sehen, das aus dem Kopf der Medusa mit Schlangenhaaren besteht. Da das Gesicht der Medusa von Prince’ unaussprechbarem Symbol in einem durchsichtigen schwarzen Farbton überdeckt wird, ist es aber kaum zu erkennen.
The Versace Experience (Prelude 2 Gold) wurde ursprünglich nur auf Kompaktkassette veröffentlicht. Das als Begleitheft zu bezeichnende Booklet steckt in der Kassettenhülle und in den Liner Notes machte Prince Angaben, von denen sich manche später als nicht richtig herausstellten; beispielsweise sollten Chatounette Controle und Pussy Control (Control Tempo) (Edit) auf der EP The Hate Experience zu hören sein, was aber nicht der Fall ist – auf der im September 1995 veröffentlichten EP sind nur Remixversionen von Eye Hate U vorhanden. Außerdem steht bei den zwei Songs Rootie Kazootie (Edit) und Sonny T. (X-cerpt) „entnommen von Madhouse 24“, doch dieses Album von Madhouse ist bis heute (2025) nicht veröffentlicht worden.
Zudem steht im Booklet, das Album The Gold Experience „Will be freed on September 12“ („wird am 12. September [1995] befreit“). An diesem Tag wurde zwar die Single Eye Hate U veröffentlicht, aber The Gold Experience erschien erst zwei Wochen später am 25. September 1995.
Die Wiederveröffentlichung auf CD und Schallplatte besitzt kein Booklet und alle genannten Informationen sind auf dem Cover der Vorder- und Rückseite zu lesen.

## Musik und Liedtexte
Die Musik zählt zu den Genres Contemporary R&B, Funk, House, Jazz und Pop, wobei alle Songs nur auszugsweise („X-cerpt“) und in gekürzten Versionen zu hören sind. Die Liedtexte singt Prince sowohl in tieferen Stimmlagen als auch in seinem charakteristischen Falsett. Zudem enthalten einige Songs den von ihm selbst gesampelten Satz „The Versace Experience“, den er als immer wiederkehrendes Element auf dem Album markant einsetzt. 
1. Pussy Control (Club Mix) (Edit)
Der Opener ist ein Remix von der Albumversion P Control auf The Gold Experience und ähnelt dieser. Der Remix stammt aus den Genres Contemporary R&B und Funk, gepaart mit Elementen aus Dance-Pop. Den Liedtext eröffnet Rain Ivana als „NPG Operator“ mit den Worten „Willkommen in der Morgendämmerung. Sie erreichten gerade die“. Doch sie wird von Prince unterbrochen, der „Versace Experience“ hinzufügt. Ansonsten ist der Liedtext mit der Albumversion identisch, wird aber durch permanentes Scratchen begleitet.
2. Shhh (X-cerpt)
Die R&B-Ballade ist eine verkürzte Fassung von der Albumversion auf The Gold Experience, wobei aber zu Beginn Prince viermal „The Versace Experience“ sagt, was er als Sample einfügte.
3. Get Wild in the House
Der Song heißt eigentlich nur Get Wild, den Prince zusammen mit den damaligen Bandmitgliedern von The New Power Generation im Jahr 1994 schrieb und auf dem im März 1995 veröffentlichten Album Exodus seiner Begleitband zu finden ist. Auf The Versace Experience (Prelude 2 Gold) ist der Song in einer Remixversion zu hören, die der Musikrichtung House zuzuordnen ist. Der Liedtext wird von Sonny T. gesungen und handelt davon, einmal vom Alltag auszubrechen, um Spaß zu haben. Die auf Spanisch gesprochenen Sätze sagt Mayte Garcia.
4. Eye Hate U (Remix)
Die R&B-Ballade ist ein Zusammenschnitt von der Albumversion auf The Gold Experience und dem „Quiet Night Mix“, der auf der B-Seite der Single zu finden ist. Eric Leeds spielt bei dem „Quiet Night Mix“ Querflöte. Der Liedtext von Eye Hate U (Remix) beginnt mit dem von Prince gesamplten Satz „Take of your clothes“, den er aus dem folgenden Song 319 entnommen hat.
5. 319 (X-cerpt)
Die verkürzte Albumversion von The Gold Experience ist aus dem Genre Bluesrock und der Liedtext beginnt wie Eye Hate U (Remix) mit „Take of your clothes“.
6. Shy (X-cerpt)
Das Stück stammt aus dem Genre Funk mit Elementen aus dem Bereich Folk-Rock. Zu Beginn ist Prince abermals mit dem Sample „The Versace Experience“ zu hören.
7. Billy Jack Bitch
Der Track ist aus dem Genre Pop und Soul. Gleich zu Beginn sagt Prince erneut „The Versace Experience“. Nach fünf Sekunden setzt er mit dem Gesang ein und trägt den Refrain „Billy Jack Bitch“ vor. Lenny Kravitz ist in den Backing Vocals zu hören, was in den Liner Notes aber nicht erwähnt ist.
8. Sonny T. (X-cerpt)
Das nur 28 Sekunden lange Stück beginnt mit dem Satz „Please access another experience“ („Bitte rufen Sie ein anderes Erlebnis auf“) vom NPG Operator. Anschließend folgt lediglich verzerrte Bassgitarren-Improvisation von Sonny Thompson, nach dem der Titel benannt ist. Am Schluss sagt Prince noch „Versace“.
9. Rootie Kazootie (Edit)
Den Songtitel benannte Prince nach der Hauptfigur der US-Kinderfernsehshow The Rootie Kazootie Club aus den 1950er Jahren. Das Stück ist eine entspannte Instrumentalnummer und besitzt ein markantes Motiv aus Saxophonspiel, der rhythmische Groove wird durch das Einbinden eines Rhythmusgitarren-Licks mit einer Basslinie erzeugt.[1]
10. Chatounette Controle
Diese Version ist auch ein Remix von P Control und ähnelt der vom Opener Pussy Control (Club Mix) (Edit). Doch der Liedtext unterscheidet sich gravierend und handelt von der „Chatounette Controle“ („Pussy-Kontrolle“) einer Frau, was auf einem auf Französisch gesprochenen Dialog zwischen Veronica Webb und einem Mann vorgetragen wird. Anschließend listet Prince Models und Modezeitschriften auf, und zwar in folgender Reihenfolge: „Kate Moss, Naomi Campbell, Helena, Helena (Helena Christensen), Carla Bruni, Claudia, Claudia (Claudia Schiffer), Shalom (Shalom Harlow), Amber Valletta, Christy, Christy, Christy (Christy Turlington), Versace, Stephanie Seymour, Stella (Stella McCartney), Valeria Mazza, Eva Herzigová, Versace, Vogue, Bazaar, Elle, Glamour“.
11. Pussy Control (Control Tempo) (Edit)
Dieser Remix stammt aus dem Genre House und beginnt abermals mit dem Wort „Versace“ von Prince. Der Liedtext besteht im Wesentlich nur aus dem Refrain „I don’t care what you’ve been told, Pussy got you in control“ („Es ist mir egal, was man dir gesagt hat, Pussy hat dich im Griff“), der von einer namentlich nicht bekannten Sängerin gesungen wird.
12. Kamasutra Overture #5
Das nur 44 Sekunden lange Instrumentalstück enthält Orchester-Overdubs von Clare Fischer. Zu dem Orchester gehörten Musiker wie beispielsweise Andy Martin, Árni Egilsson, Dennis Budimir, Don Palmer, Don Shelton, Gayle Levant, Jack Nimitz und Larry Bunker an.[5][6][7]
13. Free the Music
Der Track besitzt einen einfachen Beat, zu dem Mayte Garcia die Worte „Exodus“ und „free the music“ spricht. Der Song enthält Samples der sieben Songs Big Fun, Cherry, Cherry, Count the Days, Get Wild, Return of the Bump Squad, The Exodus Has Begun und The Good Life, die alle auf dem Album Exodus (1995) von The New Power Generation veröffentlicht wurden.[8]
14. Segue
Ähnlich wie beim Opener Pussy Control (Club Mix) (Edit) sagt Rain Ivana als NPG Operator „Willkommen in der Morgendämmerung. Sie erreichten gerade die“, wird aber wieder von Prince unterbrochen, der „Versace Experience“ hinzufügt. Ansonsten ist die Überleitung identisch mit NPG Operator #6 auf The Gold Experience.
15. Gold (X-cerpt)
Die melodische Pop-Rockballade ähnelt der Albumversion auf The Gold Experience, ist jedoch knapp vier Minuten kürzer und gegen Ende sagen der NPG Operator und Prince: „Welcome to the Dawn. You are now the official member of ‘The Versace Experience’“ („Willkommen in der Morgendämmerung. Sie sind jetzt offizielles Mitglied von ‘The Versace Experience’“).

## Titelliste und Veröffentlichungen
| A-1 | Pussy Control (Club Mix) (Edit)      | 3:02 |
| A-2 | Shhh (X-cerpt)                       | 3:54 |
| A-3 | Get Wild in the House a              | 2:14 |
| A-4 | Eye Hate U (Remix)                   | 3:28 |
| A-5 | 319 (X-cerpt)                        | 1:28 |
| A-6 | Shy (X-cerpt)                        | 2:22 |
| B-1 | Billy Jack Bitch                     | 2:31 |
| B-2 | Sonny T. (X-cerpt)                   | 0:28 |
| B-3 | Rootie Kazootie (Edit) b             | 2:37 |
| B-4 | Chatounette Controle                 | 2:24 |
| B-5 | Pussy Control (Control Tempo) (Edit) | 1:23 |
| B-6 | Kamasutra Overture #5                | 0:43 |
| B-7 | Free the Music                       | 1:44 |
| B-8 | Segue                                | 0:49 |
| B-9 | Gold (X-cerpt)                       | 3:36 |
| Spieldauer: 32:50 min. |                                      |      |
| Autor aller Songs ist Prince a Autor: Prince und Sonny T.b Autor: Prince, Eric Leeds, Michael B., Sonny T., Levi Seacer Jr. |                                      |      |

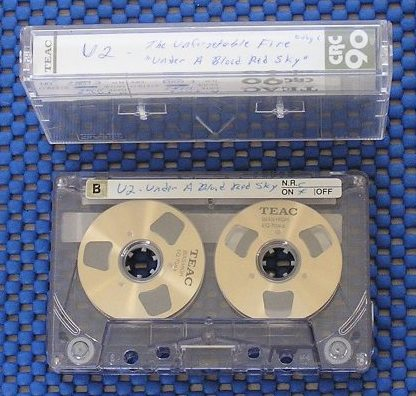
The Versace Experience (Prelude 2 Gold) wurde ursprünglich nur auf Kassette mit Kassettenhülle veröffentlicht

- Die Verwendung des englischen Pronomens „I“ („Ich“) stilisierte Prince seit 1988 in fast allen Songs als „Augen-Symbol“.

The Versace Experience (Prelude 2 Gold) erschien am 8. Juli 1995 ausschließlich auf MC. Die vier Songs Chatounette Controle, Pussy Control (Control Tempo) (Edit), Rootie Kazootie (Edit)  und Sonny T. (X-cerpt) sind nur in diesen gekürzten Versionen veröffentlicht worden. Zwar produzierte Prince von Pussy Control (Control Tempo Mix) und Rootie Kazootie auch längere Versionen, brachte diese aber nicht heraus. Die von Rain Ivana gesprochene Überleitung Segue platzierte Prince als NPG Operator #6 zwischen den Songs Eye Hate U und Gold auf The Gold Experience. Die anderen zehn Songs sind in auch längeren Versionen auf folgenden Tonträgern zu finden:
- 3. April 1995: Get Wild in the House (6:14) auf der Maxi-Single von Get Wild von The New Power Generation[10]
- Sommer 1995: Free the Music (3:24) auf der Promo-MC The Good Life Exodus Sampler Experience von The New Power Generation.[2][8]
- 19. September 1995: Eye Hate U (Remix) (6:17) auf der EP The Hate Experience[11]
- 25. September 1995: 319 (3:05), Billy Jack Bitch (5:31), Gold (7:22), Shhh (7:17) und Shy (5:03) auf The Gold Experience.[12]
- 3. Dezember 1995: Pussy Control (Club Mix) (5:42) auf Promo-MC[13]
- 14. Februar 1997: Kamasutra Overture #5 als Serotonin (0:47) auf dem Album Kamasutra von Prince’ Musikprojekts The NPG Orchestra.[14][15]

Als am 13. April 2019 der Record Store Day stattfand, brachte The Prince Estate The Versace Experience (Prelude 2 Gold) in seiner ursprünglichen Ausgabe mit einer auf weltweit 4.000 limitierten Auflage erneut heraus. Fünf Monate später veröffentlichte The Prince Estate die MC am 13. September sowohl auf CD im Digipak als auch auf LP im ausschließlich lilafarbenem Vinyl. Zudem ist das Album als Download erhältlich.

### Singles
Auf The Versace Experience (Prelude 2 Gold) ist mit Gold eine Single vorhanden, die am 30. November 1995 aus dem Album The Gold Experience ausgekoppelt wurde. Zudem erschien am 3. Dezember 1995 eine Promo-MC von Pussy Control. Als Prince an diesem Tag in der Lexington Avenue Armory in New York City bei den VH1 Fashion and Music Awards auftrat, präsentierte er den Song Pussy Control (Club Mix) im Playback. Anschließend führten Models zum Song Pussy Control (Control Tempo) Kollektionen verschiedener Modedesigner vor, wie beispielsweise von Calvin Klein, Chanel, DKNY, Dolce & Gabbana, Gianni Versace, Gucci, Jean Paul Gaultier und Vivienne Westwood. Danach wurden an die anwesenden VIPs Promo-MCs von Pussy Control verteilt, auf der die beiden Songs P Control (House Mix), identisch mit Pussy Control (Control Tempo), und P Control (Club Mix) zu hören sind.
Am 12. September 2019 erschien Shhh (Xcerpt) als B-Seite der Single My Computer, die ausschließlich als Vinyl-Single nur über die Oktober-Ausgabe 2019 des deutschen Musikmagazins Musikexpress käuflich zu erwerben war. My Computer wurde von dem Album Emancipation (1996) ausgekoppelt.

### Musikvideos
Prince produzierte mit Eye Hate U und Gold zwei Musikvideos, die aber in den jeweiligen Albumversionen von The Gold Experience zu hören sind. Zudem existiert ein Video zu Shhh von einem Livekonzert, das er am 13. Februar 1994 in seinem Paisley Park Studio gab. Außerdem produzierte Prince ein Musikvideo zu Get Wild, allerdings in der verlängerten Studioversion vom Album Exodus, auf dem der Song im März 1995 ursprünglich veröffentlicht wurde. In dem Video tritt Prince in der Verkleidung seines Pseudonyms „Tora Tora“ auf, wobei sein Gesicht mit einem roten Schleier permanent verdeckt ist.

### Coverversionen
Lediglich vom Song Pussy Control existieren Coverversionen; beispielsweise nahm Richard Cheese im Jahr 2013 eine neue Version von dem Stück auf.

## Mitwirkende

### Musiker
Alle Songs wurden von Prince arrangiert, komponiert, produziert und vorgetragen. Zudem spielte er alle Musikinstrumente selbst ein, wobei folgende Personen die Aufnahmen ergänzten:
- Eric Leeds – Querflöte und Saxophon in Eye Hate U (Remix); Saxophon in Rootie Kazootie (Edit)
- Hornheads (als NPG Hornz) – Baritonsaxophon, Posaune, Tenorsaxophon, Trompete in 319 (X-cerpt), Billy Jack Bitch
- Lenny Kravitz – Backing Vocals in Billy Jack Bitch (Uncredited)
- Levi Seacer Jr. – Rhythmusgitarrist in Rootie Kazootie (Edit)
- Mayte Garcia – Gesang in 319 (X-cerpt), Free the Music, Get Wild in the House, Pussy Control (Control Tempo) (Edit), Shhh (X-cerpt)
- Michael Bland – Schlagzeug in 319 (X-cerpt), Billy Jack Bitch, Free the Music, Get Wild in the House, Gold (X-cerpt), Rootie Kazootie (Edit), Shhh (X-cerpt)
- Morris Hayes – Keyboard in 319 (X-cerpt), Billy Jack Bitch, Free the Music, Get Wild in the House, Gold (X-cerpt)
- Rain Ivana – NPG Operator in Billy Jack Bitch, Gold (X-cerpt), Pussy Control (Club Mix) (Edit), Segue
- Ricky Peterson – zusätzliche Keyboards in 319 (X-cerpt), Gold (X-cerpt)
- Sonny Thompson – Co-Leadgesang und E-Bass in 319 (X-cerpt), Billy Jack Bitch, Free the Music, Get Wild in the House, Gold (X-cerpt); E-Bass in Rootie Kazootie (Edit), Shhh (X-cerpt), Sonny T. (X-cerpt)
- Tommy Barbarella – Keyboard in 319 (X-cerpt), Billy Jack Bitch, Free the Music, Get Wild in the House, Gold (X-cerpt), Shhh (X-cerpt)
- Veronica Webb – Dialog auf Französisch in Chatounette Controle

### Technisches Personal
- Clare Fischer – Arrangement des Orchesters in Kamasutra Overture #5

Weitere Credits hatte Prince für The Versace Experience (Prelude 2 Gold) nicht angegeben.

## Rezensionen
| Professionelle Bewertungen | Professionelle Bewertungen |
| -------------------------- | --- |
| Kritiken                   | |
| Quelle                     | Bewertung |
| AllMusic                   | Sternsymbol · Sternsymbol · Sternsymbol · Sternsymbol · Sternsymbol |
| CDStarts.de                | Sternsymbol · Sternsymbol · Sternsymbol · Sternsymbol · Sternsymbol · Sternsymbol · Sternsymbol · Sternsymbol · Sternsymbol · Sternsymbol |
| laut.de                    | Sternsymbol · Sternsymbol · Sternsymbol · Sternsymbol · Sternsymbol |
| Louder Than War            | Sternsymbol · Sternsymbol · Sternsymbol · Sternsymbol · Sternsymbol |
| Musikansich.de             | Sternsymbol · Sternsymbol · Sternsymbol · Sternsymbol · Sternsymbol · Sternsymbol · Sternsymbol · Sternsymbol · Sternsymbol · Sternsymbol · Sternsymbol · Sternsymbol · Sternsymbol · Sternsymbol · Sternsymbol · Sternsymbol · Sternsymbol · Sternsymbol · Sternsymbol · Sternsymbol |

Im Jahr 1995 zeigten Massenmedien und Musikkritiker kein Interesse an The Versace Experience (Prelude 2 Gold), weil die MC nicht in den freien Verkauf gelangte; Rezensionen sind nicht zu finden. Erst die Veröffentlichung auf CD im September 2019 wurde bewertet und erhielt überwiegend positive Kritiken.
Wolfgang Giese von der Musikwebsite Musikansich.de war begeistert und zeichnete das Album mit 17 von 20 Punkten als „Sehr empfehlenswert“ aus. Sowohl die Liedtexte als auch die Musik sei „nichts für prüde Gemüter“. Musikalisch biete Prince einen „Mix aus Funk, House, Jazz, Pop, R&B und Rockmusik“, wobei Contemporary R&B und Funk die „Hauptbestandteile“ seien; Dancefloor-Elemente, „feine Balladen“ wie Eye Hate U und Shhh rundeten „das abwechslungsreiche Bild ab“. Insgesamt sorge die Musik für „Unterhaltung pur“, wobei Giese den Song Billy Jack Bitch besonders lobend hervorhob. Rootie Kazootie bezeichnete er als „entspannte Instrumentalnummer mit Saxofoneinsatz“, die das „Spektrum angenehm“ bereichere; das von Prince „emotional“ gespielte Gitarrensolo erinnere zuweilen sogar an Johnny Guitar Watson. Letztendlich sei The Versace Experience (Prelude 2 Gold) eine „wichtige Veröffentlichung von Prince, die durch ihren Abwechslungsreichtum und leidenschaftlichen Ausdruck“ glänze.
Philipp Kause von laut.de verteilte vier von fünf Sternen. Ähnlich wie auf 1999 (1982) sei Prince auf The Versace Experience (Prelude 2 Gold) „ganz in seinem Element“. Das Album wirke „sehr heterogen“ und das Stück Rootie Kazootie enthalte eine „wunderbare Jazz-Einlage mit P-Funk-Bass und traumhaften Bläser-und Keyboard-Sequenzen“. Pussy Control (Club Mix) zeige Prince „als wirklich guten Rapper“ und Free the Music „hätte gerne länger“ sein können. Der „emotionale Höhepunkt“ sei aber „die anrührende Soft-Soul-Nummer“ Eye Hate U (Remix). Das Album beschrieb Kause als „Achterbahnfahrt verschiedener Tempi und Styles“; die „unsauberen Schnitte zwischen den Tracks“ sowie die „Voice-Schnipsel, die wie Jingles zur jeweils nächsten Nummer“ führten seien aber „gewöhnungsbedürftig“. Da der „Soundschwerpunkt“ jedoch auf Jazz und Rap liege, zähle The Versace Experience (Prelude 2 Gold) „zu den stimmungsvollen und coolen Werken von Prince“. Abschließend schrieb Kause, „die Energie“ des Albums überstrahle „etliche der anderen Arbeiten“ von Prince aus den 1990er Jahren, obwohl es keine Single-Hits enthalte.
Dominic Walsh von der Musik- und Kultur-Website Louder Than Music gab dreieinhalb von fünf Sternen. Viele Songs, die in dieser Form „nirgendwo anders“ existierten, machten The Versace Experience (Prelude 2 Gold) „zu einem eigenen, nahtlosen Klanguniversum und zu einem extrem seltenen, heiß begehrten“ Prince-Sammlerstück. Der „langsame und lockerer Jazz-Titel“ Rootie Kazootie lasse „das Bild von Prince im Kopf entstehen“, wie er die Musik „mit einem Lächeln im Gesicht“ spiele. „Zweifelsohne“ würden noch weitere und „wohl auch bessere Veröffentlichungen“ als The Versace Experience (Prelude 2 Gold) folgen, aber wenn man „überzeugter Verehrer“ von Prince sei, werde man „es lieben“, diese Musik „wieder zu hören und sie zu besitzen“, zog Walsh als Fazit.
Matthias Reichel von dem deutschsprachigen Online-Magazin cdstarts.de war mit Lob zurückhaltender und bewertete das Album als „durchschnittlich“; er verteilte fünfeinhalb von zehn Punkten. The Versace Experience (Prelude 2 Gold) besitze „einen deutlichen Mixtape-Charakter“ und reiche somit „nicht an ein rund klingendes Album“ heran. Die als „(X-cerpt)“ enthaltenen Songs wirkten „wie willkürliche Fragmente“ und stellten „wirklich nur für“ Hardcore-Prince-Fans „einen Wert dar“.
Stephen Thomas Erlewine von AllMusic zeigte sich enttäuscht und nur gab zwei von fünf Sternen. Er beschrieb The Versace Experience (Prelude 2 Gold) als „eines der selteneren und merkwürdigeren“ Alben in Prince’ Diskografie. Zwar enthalte das Album mit Eye Hate U, Gold und Pussy Control drei „exklusive Remixe“, aber „der eigentliche Hit“ The Most Beautiful Girl in the World (1994) fehle. Man höre lediglich „Auszüge von Albumtiteln, Songschnipsel von New Power Generation [sic] und Madhouse“ sowie „halbfertige Instrumentalstücke und Prince“. Jahrzehnte nach der eigentlichen Veröffentlichung sei das Album „kaum mehr als eine Kuriosität“, meinte Erlewine.
Im August 2016, also vier Monate nach Prince’ Tod, wurde über die Online-Datenbank Discogs ein Originalexemplar der MC The Versace Experience (Prelude 2 Gold) für 4.087 US-Dollar (damals 3.649 Euro) verkauft, was bis heute (2025) die teuerste MC in der Geschichte von Discogs ist.

## Kommerzieller Erfolg

### Chartplatzierungen
| ChartsChartplatzierungen       | Höchstplatzierung | Wochen |
| ------------------------------ | ----------------- | ------ |
| Deutschland (GfK)              | 59 (1 Wo.)        | 1      |
| Österreich (Ö3)                | 50 (1 Wo.)        | 1      |
| Schweiz (IFPI)                 | 30 (1 Wo.)        | 1      |
| Vereinigtes Königreich (OCC)   | 83 (1 Wo.)        | 1      |
| Vereinigte Staaten (Billboard) | 170 (1 Wo.)       | 1      |

Im Jahr 1995 wurde The Versace Experience (Prelude 2 Gold) in den internationalen Musikcharts nicht geführt und die auf 4.000 Einheiten limitierte Wiederveröffentlichung im April 2019 platzierte sich nicht in den Hitparaden. Erst als das Album im September 2019 auf CD herausgebracht wurde, konnte es sich in den internationalen Hitparaden platzieren.

### Musikverkäufe
The Versace Experience (Prelude 2 Gold) wurde weltweit mindestens über 4.000 Mal verkauft, was auf der limitierten Wiederveröffentlichung der MC basiert. Über die CD-Absatzzahlen existieren keine Informationen.